# جون فوکوشیما
جون فوکوشیما (انگلیسی: Jun Fukushima; ۴ سپتامبر ۱۹۷۶ –) صداپیشه اهل ژاپن بود. وی از سال ۱۹۹۸ میلادی تاکنون مشغول فعالیت بوده‌است.